# Women's History Month
Women's History Month ('Kvinnohistoriens månad') är en årlig temamånad tillägnad kvinnors bidrag till den mänskliga civilisationen. Den firas varje mars i USA, Storbritannien och Australien, relaterat till Internationella kvinnodagen den 8 mars. Dessutom firas den under oktober månad i Kanada, relaterat till Persons Day ("Personsdagen") den 18 oktober.

## Historik

### I USA

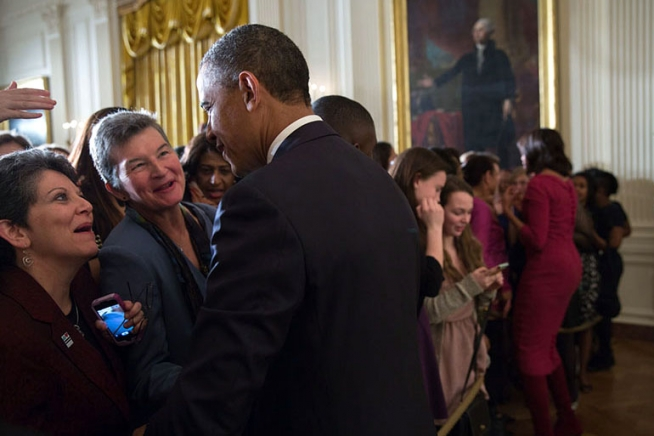
Mottagning i Vita huset 18 mars 2013, med anledning av Kvinnohistoriens månad.

Kvinnohistoriens månad i USA söker sina rötter till den första Internationella kvinnodagen 1911. År 1978 deltog skoldistriktet i Sonoma County i Kalifornien i en "Kvinnohistoriens vecka" (Women's History Week), vilken placerades veckan runt 8 mars (Internationella kvinnodagen).
13-29 juli 1979 arrangerades en konferens i ämnet kvinnohistoria vid Sarah Lawrence College, där historikern Gerda Lerner fungerade som konferensvärd. Bakom konferensen låg bland annat Women's Action Alliance och Smithsonian. När deltagarna fick reda på hur framgångsrik Sonoma Countys kvinnohistorievecka varit, bestämde de sig för att starta något liknande inom sina egna föreningar, kommittéer och skoldistrikt. De enades också om att försöka se till så att man kunde skapa en nationell kvinnohistorievecka (National Women's History Week).
Februari 1980 proklamerade president Jimmy Carter veckan runt 8 mars 1980 som National Women's History Week. 1981 presenterade de två senatorerna Orrin Hatch och Barbara Mikulski den första kongressresolutionen för en Women's History Week ("Kvinnohistoriens vecka"). Kongressen godkände deras resolution som Pub. L. 97-28, vilket befullmäktigade och begärde av presidenten att utropa veckan som började 7 mars 1982 som Women's History Week.
Under de följande åren fortsatte kongressen att godkänna resolutioner för en vecka i mars som Kvinnohistoriens vecka. Skolor runt om i landet började också anordna sina egna högtidlighållanden av veckan, liksom även en "Kvinnohistoriens månad" (Women's History Month). 1986 hade 14 stater deklarerat mars som Kvinnohistoriens månad.
Efter en petition från National Women's History Project godkände kongressen 1987 Pub. L. 100-9, vilket betecknade mars månad 1987 som Kvinnohistoriens månad. Mellan 1988 och 1994 drev kongressen igenom ytterligare resolutioner som bad presidenten utfärda proklamationer om att mars ska utropas som Kvinnohistoriens månad. Och sedan 1995 har USA:s president årligen proklamerat just mars som Kvinnohistoriens månad.
USA:s utbildningsdepartement började också uppmuntra firandet av Kvinnohistoriens månad, som ett sätt att främja jämlikheten mellan könen i klassrummet. Maryland, Pennsylvania, Alaska, New York, Oregon och andra delstater utvecklade och distribuerade utbildningsmaterial i alla deras offentliga skolor, vilket ledde till uppsatstävlingarna och andra liknande evenemang.
Inom loppet av några år hade tusentals skolor och lokala nätverk börjat fira Kvinnohistoriens månad. Temamånaden kom att stödjas av guvernörer, stadsfullmäktige, skolstyrelse och USA:s kongress.

### I Kanada
En kvinnohistoriens månad (Women's History Month) utropades 1992 även i Kanada, där dess syfte var att ge kanadensare "en möjlighet att lära känna kvinnor och flickors viktiga bidrag till vårt samhälle – och till det liv vi lever idag". Man valde att fira månaden i oktober, vilket sammanföll med Persons Day ("Personsdagen") den 18 oktober. Den här dagen har fått sitt namn på grund av rättsfallet "Edwards v. Canada" (mer känt som "fallet Persons", Persons Case), där det slogs fast att kanadensiska kvinnor var valbara till posten som kanadensisk senator och även i övrigt hade samma rättigheter som män vad gäller utnämningar och politisk makt.

### I Australien
Kvinnohistoriens månad firades första gången i Australiens år 2000. Initiativet kom från Helen Leonard på National Women's Media Centre, i samarbete med Women's Electoral Lobby. Organiserandet av den årliga kvinnohistoriemånaden är del av arbetet inom Australian Women's History Forum.

### I Storbritannien
På senare år har även firandet av en kvinnohistoriens månad nått Storbritannien.

## Källhänvisningar
Den här artikeln är helt eller delvis baserad på material från engelskspråkiga Wikipedia, 14 oktober 2014.
1. 1 2  ”Women's History Month”. Status of Women Canada. Government of Canada. 3 oktober 2011. Arkiverad från originalet den 14 mars 2012. https://web.archive.org/web/20120314023246/http://www.swc-cfc.gc.ca/dates/whm-mhf/index-eng.html. Läst Läst 13 januari 2015..
2. 1 2  ”This Week in History - Pioneering women's history summer institute, July 18, 1979” (på engelska). Jewish Women's Archive. http://jwa.org/thisweek/jul/18/1979/gerda-lerner. Läst Läst 13 januari 2015..
3. 1 2 3 4  MacGregor, Molly Murphy. ”History of National Women's History Month” (på engelska). National Women's History Project. Arkiverad från originalet den 29 september 2014. https://web.archive.org/web/20140929162128/http://www.nwhp.org/whm/history.php. Läst Läst 13 januari 2015..
4. 1 2 3 4 5  ”About: Women's History Month” (på engelska). Library of Congress. Arkiverad från originalet den 25 september 2013. https://web.archive.org/web/20130925201845/http://womenshistorymonth.gov/about.html. Läst Läst 13 januari 2015..
5. ↑  Henrietta Muir Edwards and others (Appeal No. 121 of 1928) v The Attorney General of Canada (Canada). (1929) UKPC 86, (1930) AC 124. Läst 13 januari 2015. (engelska)
6. ↑  "WOMEN’S HISTORY MONTH in East London". Arkiverad 14 februari 2015 hämtat från the Wayback Machine. Alternativehearts.co.uk. Läst 13 januari 2015. (engelska)
7. ↑  Iglikowski, Vicky (2014-03-05): "Official discourses and personal sources: Women’s History Month". Nationalarchives.gov.uk. Läst 13 januari 2015. (engelska)